# 大相撲野球賭博問題
大相撲野球賭博問題（おおずもうやきゅうとばくもんだい）は、2010年に発覚した日本相撲協会の現役の大相撲力士、年寄などによる野球賭博などの違法賭博への関与をめぐる問題である。
特に記述がない場合、四股名、番付、名跡名、役職などはいずれも2010年夏場所終了時のものである。

## 概要
大関琴光喜や、大嶽親方（元関脇貴闘力）など数十名に及ぶ力士や年寄などが関与し、琴光喜を含む多くの関係者が野球賭博などの違法賭博への関与を認め実名を公表しており、琴光喜と大嶽親方の解雇、多数の野球賭博関与力士の2010年名古屋場所への謹慎休場、理事長以下執行部の謹慎等の処分が下されている（詳細は後述）。また、名古屋場所については予定通り開催はされたが、中止も検討されたうえでのものとなった。全国系一般新聞紙で連日一面のトップで報道されるなど、賭博や維持員席問題などの大相撲と暴力団との係わりについてなど大きく関心と注目が集まった。さらに、この事件の捜査過程で大相撲八百長問題が発覚し、相撲協会が2011年春場所の中止に追い込まれるなど、余波も極めて大きな問題となった。

## 主な経過

### 発端
2010年5月20日、夏場所が開催されている最中に発売された週刊新潮（5月27日号）で、琴光喜が暴力団を胴元とするプロ野球を対象とした野球賭博に関与していたと報じられる。記事では阿武松部屋の床山、床池の誘いを受け賭博に参加したとされ、また同部屋所属の力士古市の兄、古市満朝(元押尾川部屋所属の幕下・若隆盛、元暴力団村上一家構成員)に1億円の口止め料を払うように恐喝されているとも掲載される。またこの記事では琴光喜とは別の阿武松部屋の力士の関与も取りざたされており、相撲協会は琴光喜の師匠である佐渡ヶ嶽親方や阿武松親方などからも事情を聴取するが、両名とも弟子の関与を否定している。琴光喜は当初これらを否定しており、夏場所14日目の5月22日に警視庁は琴光喜から場所入り前に任意で事情聴取をするが、警察に対しても関与については否定し、この日は警察から国技館入りしたことがメディアでも取り沙汰された「。のちに、警察はすでに2010年3月の時点で琴光喜や大嶽親方から脅迫に関して相談を受けて、捜査を始めていたことが明らかになっている。
5月24日、場所後に開かれた横綱審議委員会においても相撲協会はいずれの賭博への関与を否定しているが、「警察が捜査しているので静観するしかない」とも述べている。6月4日、同日発売の写真週刊誌『フライデー』において、阿武松部屋の元幕内力士・片山が野球賭博への関与を告白、阿武松親方も暴力団と交際があったことが記事になり、相撲協会は同日同親方から事情を聴くが否定している。これを受け協会は事態の再調査を指示している。6月9日、相撲協会は生活指導部特別委員会を開き、琴光喜を理事会で事情聴取したことを報告、親方や十両以上の力士による講習会を6月11日に開くとした。

### 賭博関与力士の公表、処分へ
6月11日、この時点まで力士の賭博関与について相撲協会は一切認めていなかったが、相撲協会は一転して複数の現役力士が野球賭博に関与したと発表した。これはそれまで報道されてきた力士とは別の力士で、師匠を通じて自己申告してきたものである。これを受け、相撲協会は6月14日までに過去5年間にさかのぼって野球を含む違法賭博への関与を自己申告すれば、情状酌量を汲んで厳重注意のみ、それ以降に発覚した場合は厳罰処分とするとした（のちにこの方針は撤回される。後述）。
6月14日、それまで一貫して否定してきた琴光喜が野球賭博への関与を明らかにし、この日までに野球賭博に29人、賭け麻雀、ゴルフ、花札などの賭博に36人の計65人が関わったと申告してきたことを発表した。翌15日、琴光喜は翌月に開催される名古屋場所の出場辞退と謹慎を申し出、相撲協会はそれを受理した。また、賭博関与を申告した65人を厳重注意とすると発表した。同日、相撲協会は管轄の文部科学省に報告、謝罪し、文部科学省は名古屋場所開催までに一定の解決を図るように求めている。また、外部有識者による第三者機関の設置と、関与した力士の実名公表も求められたが、実名公表については警察の強い要請があり、この時点では相撲協会は公表できないと伝えている。なお、この時点で公式に関与を認めていたのは琴光喜のみであったが、警察関係者からの情報により関わったとみられる者の名前がつぎつぎと取り沙汰される状態にあった。
6月21日、相撲協会は外部の第三者による特別調査委員会（委員長は伊藤滋・東大名誉教授（日本相撲協会外部理事）、委員に吉野準・元警視総監（日本相撲協会監事）、村山弘義・元東京高等検察庁検事長（日本相撲協会外部理事）が就任した。さらに、野呂田芳成前衆議院議員（元農林水産大臣）ほか外部有識者を委員に招聘）を設置、一連の処分内容を判断する権限を与えることを発表する。これを受け、武蔵川理事長が会見にのぞみ、名古屋場所の開催中止の可能性を示唆しており、開催については特別調査委員会の報告が7月4日に行われる理事会ではかられることになった（のちに前倒しになっている。後述）。自己申告すれば厳重注意で済ませるとした方針を変更したことも述べており、理由としてはこれほど大勢の人間が賭博に関わっていたのは想定外だったとしている。なお、理事長の進退問題についてはその時点では取らないとしていた。
6月27日、特別調査委員会で相撲協会に対して名古屋場所開催するための条件を盛り込んだ勧告案がまとまり、相撲協会に対して勧告している。翌日の臨時理事会と評議員会でほぼそれらを受け入れ、名古屋場所の開催を決めている（個々の勧告、処分は後述）。6月29日、監督官庁の文部科学省に理事が訪れ、一連の処分勧告受け入れを報告、名古屋場所の開催を了承された。
7月4日、臨時理事会で、勧告案のうち相撲協会が受け入れた処分が決定され、琴光喜は退職金は出す解雇、大嶽親方は退職金を出さない解雇となった。また、これまで正式には公表されていなかった野球賭博関与力士、関係者、及びその他の違法賭博関与力士の名前が公表され、野球賭博関与者27名、それ以外の違法賭博関与者49名（このうち未成年者3名の名前は非公開）とされており同日これらの力士らは謝罪している（詳細な処分は後述）。謹慎処分となった武蔵川理事長の代理に協会の外部理事の村山弘義を決めている。これに関しては親方たちから代行に外部者をすえることに反発する声が出て、放駒理事をおす声もあったが、特別調査委員会のメンバーもそれに対して反発したことから、最終的には親方側が折れ、村山で落ち着いている。理事会は同日、希望者の名古屋場所のチケットの払い戻しを受け付けることも決定した。この問題の影響で名古屋場所の番付発表が1週間延期され、7月5日となったが、番付表には前日に解雇になった琴光喜や大嶽親方の名前が載ることになった。
琴光喜の解雇に反対した貴乃花親方は7月4日の臨時理事会で退職届を出しているが、受理されず慰留され、翌日退職を撤回している。
7月7日、警視庁組織犯罪対策第3課は、賭博開帳図利の疑いで、阿武松部屋、境川部屋、時津風部屋など三十箇所以上を一斉に家宅捜索した。捜査は野球賭博に関わったと申告した力士などの所属部屋が中心で、東京などの部屋や愛知県の名古屋場所の宿舎などを対象にしている。同日、今回の問題の責任を取る形で、日本相撲協会から名古屋場所で優勝力士に贈られる内閣総理大臣杯を辞退したい旨の申し入れがあったことを、仙谷由人内閣官房長官が記者会見で明らかにした。その後、日本相撲協会は賜杯を含む外部からの22全ての表彰を辞退することを発表し、名古屋場所の優勝者への表彰は優勝旗と賞金1000万だけとなっている。
7月9日、特別調査委員会は「ガバナンス（統治能力）の整備に関する独立委員会」の委員を指名した。委員の顔ぶれは、奥島孝康、渡辺美樹、中島隆信、前田雅英、森まゆみ、深澤直之、岡本浩一、新田一郎、菅原哲朗、山本浩、木暮浩明の11名である。

### 名古屋場所
7月10日、名古屋場所前日には土俵祭りが行われ、力士や親方が集まった1000人のファンの前で謝罪している。7月11日、初日、土俵上で村山弘義理事長代行による謝罪が行われた。当初は謹慎の武蔵川理事長が立つ予定であったが、体調不良のため断念している。
7月14日、この日発売の週刊新潮で佐ノ山親方が野球賭博に関与していた記事が掲載される。佐ノ山親方は上申書で賭博関与を認めておらず、記事の内容を全面否定している。16日開かれた特別調査委員会では記事は信用性に欠けると判断されている。
7月15日、取組観戦中の観客が倒れ、病院に運ばれたが致死性不整脈で死亡している。この件については、事件性はなかったが、この時を含め、本場所中に村山理事長代行が不在がちだったことについて批判が出ている。
15日間の入場者数は前年比1割減となる9万4000人、満員御礼は前年の半分の4日、懸賞金も前年（1033本）の1/4となる242本、チケットの払い戻しをした者は約8000人となった。なお、当初、名古屋場所が終了すれば武蔵川理事長が復帰することとなっていたが、武蔵川理事長が7月19日に高血圧ですでに1週間前より入院していたことが判明、その後も復帰の見通しがたたず、23日には武蔵川理事長の指名で出羽海理事が場所後に代行に就くことが発表されたが、維持員席問題に絡んで（詳細は後述）問題視され、25日に村山がそのまま代行続投することが発表された。

### 名古屋場所後
8月5日、武蔵川理事長が理事長職に復帰。進退についてはこの問題や体調不良などを理由に辞任するものと見られていたが、5日の記者会見では一転して続投することを表明している。
8月10日、相撲協会は業務委託契約を結ぶ望月浩一郎や長尾敏成と弁護士の契約解除したが、その後相撲協会は一転して両名に続投を要請している。両名は特別調査委員会のメンバーでもあり、解任は武蔵川理事長の指示によるもので、文部科学省とのパイプ役を務める望月に対し、一部親方から反発があったとされている。独立委員会の奥島座長、調査委員会の伊藤座長は共にこの契約解除を認めないとしている。11日、この件を受けて川端達夫文科相が相撲協会に対し説明を求め、出羽海理事らが訪れ説明したが、文部科学省は「こんな問題が起こること自体がガバナンスの問題」とコメントしている。
8月12日、武蔵川理事長が当日の臨時理事会にて辞任を表明し、それを受けて行われた理事長互選で放駒親方を後任の第11代日本相撲協会理事長に選出した。この時貴乃花親方が北の湖親方を推薦し、放駒親方が「それなら辞退する」と言いだす一幕があり、無記名投票の結果、放駒親方が選ばれている。同日、警視庁の捜査で新たに野球賭博に関与していた力士がいたことが明らかになる。9月6日の特別調査委員会でこれらの力士などへの勧告案が出され、翌7日これを受け入れた相撲協会から処分がくだされている（処分の詳細については後述）。
2011年1月26日、警視庁は野球賭博の取りまとめと金銭の管理を行っていたとして、元十両古市、元幕下松緑・梓弓の元力士3名および古市の母の4名を賭博開帳図利罪とその幇助の容疑で逮捕した。元力士のうち古市・松緑の2名は、前年に野球賭博に関与したことにより古市が解雇処分、松緑が謹慎処分（処分の後引退）を受けていた。逮捕された元・梓弓は、プロ野球のみならず大相撲の取組も賭博の対象となっていたことを供述している。
7月13日、東京地方裁判所は上記4名のうち元古市とその母に懲役10月、執行猶予3年（求刑懲役10月）の執行猶予付き有罪判決を下した。

### 八百長問題発覚
2011年2月2日、警視庁による野球賭博問題の捜査において、押収した力士の携帯電話のメールから八百長が行われていたとされる内容があったことが明らかになり、現役幕内力士や親方など13人の名前が出る。同日、野球賭博で逮捕された力士が相撲についても賭博の対象としていたことが明らかになっている。2月6日、この日開かれた臨時理事会で八百長問題を理由として、同年3月からの春場所の中止を決定した。4月1日、これら八百長に関与された力士への処分が発表され、22人が八百長に関与したと協会は公表し、このうち19名に引退勧告、八百長を認めた者3名は出場停止2年となった。
2月4日、野球賭博の胴元として逮捕された容疑者から押収された携帯電話のメールを復元したところ、野球賭博に関与していた琴光喜あての携帯メールの中に相撲賭博に関するものがあったと報道された。内容は2007年九州場所初日の幕内取組5つの勝敗を東西のどちらが多いかを賭ける「五番勝負」というもので、中には「東大関」の琴光喜対「西小結」安馬戦も含まれていた。琴光喜が相撲賭博に関与していたかどうかはまだ明らかではない。野球賭博の胴元が相撲賭博に関与していた。警視庁は相撲賭博についても立件を検討中であったが、証拠が乏しいため立件を見送った。

## 処分を受けた者、もしくは違法賭博に関与していた者
特記ない場合、この節の調査委員会の処分勧告に関する記述の出典は2010年6月22日・6月29日、決定された処分の出典は7月5日のそれぞれ朝日新聞とする。
なお、謹慎期間は2010年7月4日から7月25日（名古屋場所千秋楽）まで。
特に記述がない場合、勧告通りの処分が下されている。番付は2010年夏場所時。謹慎休場は2010年名古屋場所。なお全員厳重注意処分済。

### 解雇、もしくは謹慎休場した力士
| 名前         | 所属部屋 | 番付（当時の最高位） | 調査委員会 の勧告案 | 備考 |
| ------------ | -------- | -------------------- | ------------------- | --- |
| 琴光喜啓司   | 佐渡ケ嶽 | 大関                 | 解雇                | 勧告前に2010年名古屋場所への出場辞退、謹慎を決めていたが、7月4日の臨時理事会で解雇処分となっている。                                                      |
| 雅山哲士     | 武蔵川   | 前頭（大関）         | 謹慎休場            | |
| 豊ノ島大樹   | 時津風   | 前頭（関脇）         | 謹慎休場            | |
| 豪栄道豪太郎 | 境川     | 前頭（関脇）         | 謹慎休場            | |
| 豊響隆太     | 境川     | 前頭                 | 謹慎休場            | |
| 若荒雄匡也   | 阿武松   | 前頭                 | 謹慎休場            | |
| 隠岐の海歩   | 八角     | 前頭                 | 謹慎休場            | |
| 普天王水     | 出羽海   | 十両（小結）         | 謹慎休場            | |
| 千代白鵬大樹 | 九重     | 十両（前頭）         | 謹慎休場            | 大相撲八百長問題で八百長に関与したとされ、本人も認めたため出場停止2年の処分を受けている。なお、八百長発覚直後に引退届を出しているが受理されていなかった。 |
| 清瀬海孝行   | 北の湖   | 十両（前頭）         | 謹慎休場            | 2010年5月までは木瀬部屋所属。 |
| 春日錦孝嘉   | 春日野   | 十両（前頭）         | 謹慎休場            | |
| 大道健二     | 阿武松   | 十両                 | 謹慎休場            | |
| 古市貞秀     | 阿武松   | 幕下（十両）         | 謹慎休場            | 引退届を出しているが協会預かり、2010年9月8日解雇処分、2011年1月26日に逮捕                                                                                 |
| 光法賢二     | 宮城野   | 幕下                 | 謹慎休場            | |
| 大和富士充   | 阿武松   | 三段目（幕下）       | 謹慎休場            | ※ 7月4日に公表 |
| 松緑哲也     | 阿武松   | 三段目（幕下）       | 謹慎休場            | ※ 7月4日に公表、2011年1月26日に逮捕 |
| 能登櫻和也   | 阿武松   | 序二段（三段目）     | 謹慎休場            | ※ 7月4日に公表 |
| 大瀬海善嗣   | 阿武松   | 序二段（三段目）     | 謹慎休場            | ※ 7月4日に公表 |
| 松乃海航貴   | 阿武松   | 番付外（三段目）     | 謹慎休場            | ※ 7月4日に公表 |

#### 野球賭博は行ったものの謹慎休場処分されなかった力士
いずれも賭け額が軽微だったため、謹慎休場処分は免れている。ただし、厳重注意処分は受けている。
嘉風以外は7月4日に公表されている。
- 嘉風雅継（尾車）前頭 6月27日に謹慎休場を勧告されていたが、6月28日の理事会で賭博の内容を調査委員会で再検討され、処分されないことになった[62]。
- 薩摩響剛（境川）幕下
- 城ノ龍康允（境川）幕下
- 豊光敏也（時津風）三段目
- 北勝国英明（八角）序ノ口（元十両）[注 3]

### 処分を受けた親方
※役職は2010年夏場所終了後。なお、太字は野球賭博に関わったとされる者。
| 名前                         | 役職           | 調査委員会 の勧告案 | 備考 |
| ---------------------------- | -------------- | ------------------- | --- |
| 大嶽（元関脇貴闘力忠茂）     | 年寄           | 除名もしくは 解雇   | 6月28日退職願を出しているが協会は預かって保留。7月4日の臨時理事会で受理せず解雇。 |
| 時津風（元幕内時津海正博）   | 主任           | 降格以上            | 7月4日の臨時理事会で年寄への降格、および5年間昇格を認めない処分を下されていたが、2014年4月に解除 |
| 武蔵川（元横綱三重ノ海剛司） | 理事長         | 謹慎                | |
| 出羽海（元関脇鷲羽山佳和）   | 事業部長       | 謹慎                | |
| 九重（元横綱千代の富士貢）   | 審判部長       | 謹慎                | |
| 陸奥（元大関霧島一博）       | 生活指導部長   | 謹慎                | 野球賭博以外の賭博に関与している。 |
| 八角（元横綱北勝海信芳）     | 生活指導副部長 | 謹慎                | 野球賭博以外の賭博に関与している。 |
| 阿武松（元関脇益荒雄広生）   | 委員           | 謹慎                | 7月4日の臨時理事会で年寄への降格、および10年間昇格を認めない処分を下されていたが、2014年4月に解除。 |
| 佐渡ヶ嶽（元関脇琴ノ若晴將） | 委員           | 謹慎                | 野球賭博以外の賭博に関与している。 |
| 境川（元小結両国梶之助）     | 委員           | 謹慎                | |
| 春日野（元関脇栃乃和歌清隆） | 委員           | 謹慎                | |
| 宮城野（元十両金親和憲）     | 主任           | 謹慎                | 後に、週刊誌において自身が八百長を告白したとされる録音テープが報道されたことを受け師匠交代とともに年寄に降格、さらに暴行事件を起こして逮捕されたこともあり、2度の問題があったことを重く見られ、2015年10月1日付で懲戒解雇となった。 |
| 木瀬（元幕内肥後ノ海直哉）   | 年寄           | 謹慎                | 5月まで木瀬部屋所属だった清瀬海の師匠としての監督責任 |

尾車（元大関琴風豪規）は弟子の嘉風の野球賭博関与で謹慎の処分勧告を受けていたが、6月28日の理事会で処分保留され、調査委員会での再検討の結果嘉風が処分されなかったことから、処分されていない。

### 野球賭博以外の賭博に関与した力士、関係者
以下は仲間内で数千円程度の賭け事（花札・麻雀・賭けゴルフなど）をしていたことを公表した者。このうち佐渡ヶ嶽と陸奥と八角は、弟子の関与もしくは協会執行部の責任として謹慎処分を受けているが、それ以外は厳重注意以外の謹慎休場処分は無い。いずれも7月4日に公表されている。
- 三役以上 白鵬翔、琴奨菊和弘（当初は野球賭博に関与と報道されていた[65]）、稀勢の里寛
- 幕内 鶴竜力三郎、垣添徹、朝赤龍太郎、栃乃洋泰一
- 十両 春日王克昌[58]、琴春日桂吾[58]、霧の若太郎[58]、将司昂親[58]、旭南海丈一郎[58]
- 幕下以下[66] 十文字友和[58]、鬼嵐力、出羽鳳太一、藤本悠介、大上総俊作、大忍誠、金井武志、霧嵐聖、山竜将太郎、霧桜剛、紀の川勝和歌、虎受裕弥、受磐竜晃、大花裕太、大天白能仁、霧丸剛
- 年寄[66]　佐渡ヶ嶽、白玉、粂川、陸奥、東関、八角、松ヶ根、若藤、中川
- 行司[66] 木村寿行
- 若者頭[66] 琴千歳、前進山、白岩
- 呼出[66] 琴吉、松男、悟
- 床山[66] 床佐渡、床淀
- 他未成年者3名

日本では賭博及び富くじに関する罪において、単純賭博は五十万円以下の罰金又は科料、常習賭博は三年以下の懲役となっている。また一時の娯楽に供する物を賭けたにとどまるときは、犯罪は不成立となっており、6月21日の記者会見で発覚した陸奥親方の賭けゴルフや、7月2日に発覚した白鵬の花札などについては処分対象にならないとされている。

### 書類送検された力士、関係者
以下9名が2011年2月15日に賭博容疑で書類送検された。
- 十両 大道健二
- 幕下 城ノ龍康允　大和富士充
- 序二段 能登櫻和也
- 元力士 乾王翔太
- 他4人（暴力団幹部、後援会関係者3人）

以下27名が2011年3月3日に書類送検された。
- 賭博容疑
  - 三役以上 琴光喜啓司
  - 幕内　豊ノ島大樹、豪栄道豪太郎、隠岐の海歩、嘉風雅継、雅山哲士、豊響隆太、若荒雄匡也
  - 十両　清瀬海孝行、普天王水 、千代白鵬大樹、春日錦孝嘉、松谷裕也
  - 幕下　光法賢二[70]、薩摩響剛
  - 三段目　若力堂聖也、豊光敏也
  - 序ノ口　北勝国英明
  - 床山　床池
  - 親方　大嶽
  - 元力士、マネジャーなど　片山信次（元幕内）、駿傑悠志（元幕内）、宮城野部屋マネジャー（元幕下・岩海悟）、境川部屋マネジャー（元幕下・薩喜海澄太郎）、会社役員2人[71]

3月17日、2月15日に書類送検された現役力士の十両・城ノ龍康允、大道健二、幕下・大和富士充、三段目・能登櫻和也ら9人が賭博罪で東京簡易裁判所に略式起訴された。3月3日に書類送検された27人については不起訴となった。

### その他勧告案
- 野球賭博の仲介役となった床山、床池の謹慎
- 所属力士の半数以上が関与した阿武松部屋の力士全員の謹慎。相撲協会は関与していない力士の謹慎の再検討を求め[73]、後に撤回している[62]。
- 謹慎の武蔵川理事長の理事長代行を置くこと
- 相撲協会の全協会員を対象とした調査
- 謹慎する親方、力士については当初場所が開催される名古屋入りも認めないとされていたが、部屋によっては指導する親方がいなくなる等の理由により、名古屋入りを認めている[62]。
- 賭博関連以外では維持員席に暴力団員を座らせた問題での実態調査と、相撲協会の改革特別委員会の設置を求めている。

### 2010年9月8日に処分を受けた関係者
特記ない場合、この節の調査委員会の処分勧告に関する記述の出典は2010年9月7日、決定された処分の出典は9月8日夕刊のそれぞれ朝日新聞とする。
力士
| 名前       | 所属部屋 | 番付 (当時の最高位) | 勧告                | 処分                   | 備考                                                                  |
| ---------- | -------- | ------------------- | ------------------- | ---------------------- | --------------------------------------------------------------------- |
| 松谷裕也   | 松ヶ根   | 十両                | 1場所以上の出場停止 | 秋、九州場所の出場停止 | 2010年6月の相撲協会の調査に申告しておらず、名古屋場所には出場している |
| 若力堂聖也 | 松ヶ根   | 三段目（幕下）      | 1場所の出場停止     | 秋、九州場所の出場停止 | 2010年6月の相撲協会の調査に申告しておらず、名古屋場所には出場している |
| 古市貞秀   | 阿武松   | 幕下（十両）        | 解雇                | 解雇                   | 2011年1月26日に逮捕                                                   |

年寄
- 松ヶ根　2階級降格　松谷、若力堂の監督責任、及び暴力団と親交のある人物から宿舎を借り続けた件を受けて
- 佐渡ヶ嶽　2階級降格　琴光喜の監督責任

その他
- 床山の床池の解雇
- カジノ賭博報道がされた佐ノ山親方への厳重注意処分（なお賭博関与についてはシロとされている）
- 名古屋場所を謹慎した17力士と名古屋場所前に賭博の関与が公表された22力士への譴責処分

## 琴光喜恐喝事件
2010年5月発売の週刊新潮において、琴光喜が野球賭博関与の口止め料を払うように古市満朝（以下、満朝）から恐喝されていたと報じられている。琴光喜が野球賭博の勝ち金を別の元幕下力士に要求した際に満朝から支払いを受けるように言われ、支払いを求めたところ逆に350万円を口止め料として要求され脅しとられたとされる。その後も琴光喜や大嶽親方に対し「暴力団員から口止め料として1億円を要求されている。こちらで2000万円は用意する」といい、8000万円を騙し取ろうとしていた。
なお満朝は6月24日に恐喝容疑で逮捕されており、容疑については「350万円は受け取ったが、取り立ての依頼料のつもりだった」として否認している。
7月15日、東京地検は満朝を恐喝の罪で起訴しており、起訴状では2010年1月25日ごろに琴光喜の野球賭博を仲介していた床山にマスコミや警察に知らせると脅し、翌26日琴光喜から350万円を脅し取ったとされている。
なお前述した通り、既に2010年3月の段階で琴光喜や大嶽親方から相談を受け、警視庁が捜査を始めていたことが判明している。
これについて大嶽親方は、自身が琴光喜を通して賭博をしていたもので、勝ち金も自身の勝ち分を琴光喜を通じて請求したものであるとしている。
2010年8月1日、警視庁は琴光喜恐喝事件で満朝を再逮捕すると共に、新たに仲介役の広域指定暴力団現役組員ら3人を逮捕した。2011年2月15日、恐喝未遂で逮捕された広域指定暴力団幹部の1名に「卑劣な犯行である」ということで懲役4年を求刑した。5月28日、2010年9月の初公判では脅迫容疑を認めていた満朝は、否認し無罪を主張している。
2011年10月7日、脅迫罪及び脅迫未遂罪で懲役6年を求刑されていた満朝に対し「高位の力士で、醜聞が表に出ると困るという被害者の弱みにつけこんだもので卑劣かつ悪質」として懲役4年6月の実刑判決が下った。
控訴、上告も棄却され、2012年9月4日付で判決が確定した。
満朝は2015年の出所後に週刊新潮の取材に応じた。
満朝・貞秀の実家は相撲道場である古市道場であり、森友学園問題の際、籠池泰典の息子が過去に通っていたとして報道された。この際、満朝が2代目道場長として報道されており、出所後に就任したとみられる。

## 大相撲と暴力団との関わり
この問題や前後に相次いで発覚した暴力団の維持員席観戦問題をはじめ、暴力団との関わりが多数明らかになっている。
2009年の名古屋場所では刑務所で服役中の幹部に元気な姿を見せることを目的として、山口組系弘道会の幹部ら約50人がNHKの大相撲中継に映り込むことが出来る維持員（砂かぶり）席で場所中観戦しており、後日愛知県警察から指摘を受けていたことが2010年5月に発覚した。また、2010年の初場所でも住吉会系の組員が維持員席で観戦していたことが報じられた。
夏場所において、暴力団関係者と暴力団組長が維持員席で観戦していたとされ、7月24日には特別調査委員会のメンバーである山口弘典が手配した維持員席が山口の弟子から暴力団に渡ったことが判明。調査委員会は辞任をうながしたが山口は拒否、解任を勧告し理事会で決定した。なお、山口は委員就任前に出羽海理事にこの問題を報告しており、その上でメンバーに選ばれたため、名古屋場所後出羽海理事が村山理事長代行のあとを受け理事長代行に就く際に問題視され、理事長代行はそのまま村山の続投となっている。
名古屋場所中の7月16日、貴乃花親方が暴力団会長と飲食していたことが発覚するが、親方は否定、特別調査委員会もシロと判断している。
また、7月21日には、松ヶ根部屋が1990年以降、暴力団と関係する企業から春場所宿舎を借り受けていたことが発覚。松ヶ根親方は暴力団との認識はなかったと釈明している。また、23日には同様に境川部屋が暴力団関係者が役員を務める会社から名古屋場所の宿舎を提供されたことが発覚している。

## 主な批判
発覚直後に行われた力士や親方などの相撲協会関係者へのアンケートは当初、賭博関与を申告すれば厳重注意で済ます、と協会が発表したが、後に文部科学省などの批判から撤回、関与を申告した力士などが出場停止などの処分を受けており、力士、親方などからが不満の声が出たとされる。翌年の大相撲八百長問題でも同様のアンケートが出されたが、この前例から「正直に申告する者はいないのではないか?」と八百長問題の特別調査委員会座長の伊藤滋も会見で述べている。
2007年に起きた時津風部屋力士暴行死事件で死亡した序ノ口力士が事件の1、2か月前に母親に対し、時津風部屋で数百万円単位で賭け事が行われていたことを電話で伝えていたと報じられている。

## 相撲協会以外の対応

### NHKの場合

#### 名古屋場所、史上初の中継中止
- 日向英実放送総局長は6月23日の定例会見で、中継中止も選択肢の一つとして挙げ、今井環理事も今のままでは放送は難しいとコメントしており、名古屋場所が開催されても中継しない可能性も示唆していた[91]。
- 日本相撲協会による一連の問題に関する処分決定が出た後、NHKは7月5日に総合テレビジョンで検証番組『NHKスペシャル 大相撲は変われるのか』を放送[92]。翌7月6日、1953年（ラジオは1928年から）から続けていた大相撲中継に関し、テレビ、ラジオを含めた2010年名古屋場所の生中継を中止し、取組終了後の18時台にダイジェスト番組（テレビでは『大相撲・幕内の全取組』の初回放送を繰り上げ、ラジオでは18時の定時ニュースの後に5分間取組結果を放送）を代替として放送することを発表した。なおNHKにはこの日までに12600件の意見が寄せられ、そのうち中継に反対が68%、賛成は13%となった[93]。
- 相撲協会はNHKに対し、名古屋場所開催分の放送権料の辞退を申し入れている、1場所あたりの放送権料は約5億円とされる[34]。
- 6月24日に発売予定であったNHKサービスセンター発行の隔月刊雑誌「大相撲中継」の名古屋場所号が発売延期[94]になっていたが、7月3日、正式に発売中止を決定した[95]。

#### 名古屋場所後の中継再開、その後
- 秋場所以降の中継について、当時のNHK会長、福地茂雄は7月20日、「相撲協会の改革がどう進むか、視聴者がどう受け止めるかで判断する」[96]と話した。
また、横綱審議委員会の鶴田卓彦委員長は8月25日、NHKの名古屋場所における生中継中止を「判断ミス」批判した上で「絶対にやるべきだ。多くの力士が一生懸命相撲を取っている」と、秋場所以降の生中継再開を強く求めた[97]。その後、福地会長が日本相撲協会の改革取り組みを評価し、9月2日、秋場所からの中継放送が通常通り再開されることが決定した[98]。
- 2011年2月2日に八百長問題が発覚し、松本正之NHK会長は3日の定例記者会見[99]で、2月11日に両国国技館で開催を予定していた『第44回NHK福祉大相撲』の中止を発表した[100][101][102]。

#### NHK記者による捜査情報漏洩問題
- 本問題を巡り、報道局スポーツ部に所属する記者が、7月7日午前0時に日本相撲協会の関係者に対して、警視庁の家宅捜索の情報を事前に携帯電話からの電子メールで知らせていたことを、10月8日、NHK側が明らかにした[103]。なお、この記者による情報漏洩について、警視庁の捜査幹部が証拠隠滅罪にあたるかどうか検討しており、この記者から事情聴取を行っている。この件に関し、冷水仁彦報道局長、坂本忠宣報道局編集主幹が記者会見で「コンプライアンス上、極めて不適切で、報道倫理の上からも大きな問題がある」と話した[104]。
- 10月9日には、その記者が情報をメール送信した相手が、当時捜査対象だった時津風親方であったことが明らかになっている[105]。

### 民間団体（企業・放送局）の場合

#### 企業各社の対応
- 本場所で懸賞金を出しており、懸賞金本数トップの食品メーカー、永谷園が名古屋場所の懸賞金掲出および、呼出着物広告を中止した。なお、同社は2008年の大相撲力士大麻問題の際にも懸賞金を半減させていた[106]。
- 永谷園による中止決定後も、懸賞金掲出や呼出着物広告などを中止する企業が続出し[107]、最終的に名古屋場所で出された懸賞金は15日間で242本となり、2009年の1033本に対し8割減となった[34]。
- なお、名古屋場所終了翌月の8月下旬には、永谷園と紀文食品が、9月の秋場所より呼出着物広告を再開を決定した[108][109]。また永谷園が秋場所からの懸賞金を再開したほか、名古屋場所で呼出着物広告を休止した全社が再開している[110]。

#### 民放各局の対応
- テレビ朝日系列の青森朝日放送が、1991年（平成3年）10月の開局時から勧進してきた青森巡業について「青少年の健全育成と伝統文化の継承」という趣旨から鑑みて、6月29日に開催中止を決定した[111]。なお、青森巡業は当初、夏巡業の最終日となる8月12日に設定されていた。
- 名古屋場所期間中、TBSの夕方ニュース番組『Nスタ』において、画面上に随時取り組みの速報テロップを表記した。また、テレビ朝日の夕方ニュース番組『スーパーJチャンネル』でも、取り組みの結果を速報で放送する日（賭博問題の特集を放送した日など）もあった[注 5]。
- 日本テレビでも、人気バラエティ番組『嵐にしやがれ』にて、7月3日に横綱・白鵬の出演回を放送する予定となっていたが、本問題の社会的影響の配慮から放送予定を延期し、急遽「夏の超特別編!!未知との遭遇SP」に変更した[注 6]。

## 夏冬巡業について
名古屋場所終了後の8月6日〜11日の6日間、東北・新潟地方にて恒例の夏巡業が行われたが、本来最終日として12日に予定されていた青森巡業が中止となった。巡業の中止は1995年の阪神・淡路大震災に伴う神戸巡業の中止（4月）以来15年ぶりであった。
また、九州場所以降の冬巡業についても、この問題を理由に中止となった。

## 処分を受けた者による見解
16代大嶽であった貴闘力は後年、自身のYoutubeチャンネルで「この事件は、自身と琴光喜を相撲界から追放する事に利用された」としたうえで「2010年の相撲協会の理事選で自分と琴光喜が貴乃花に投票したのが原因で追放の対象となった」と主張した。